# Västerbottensost

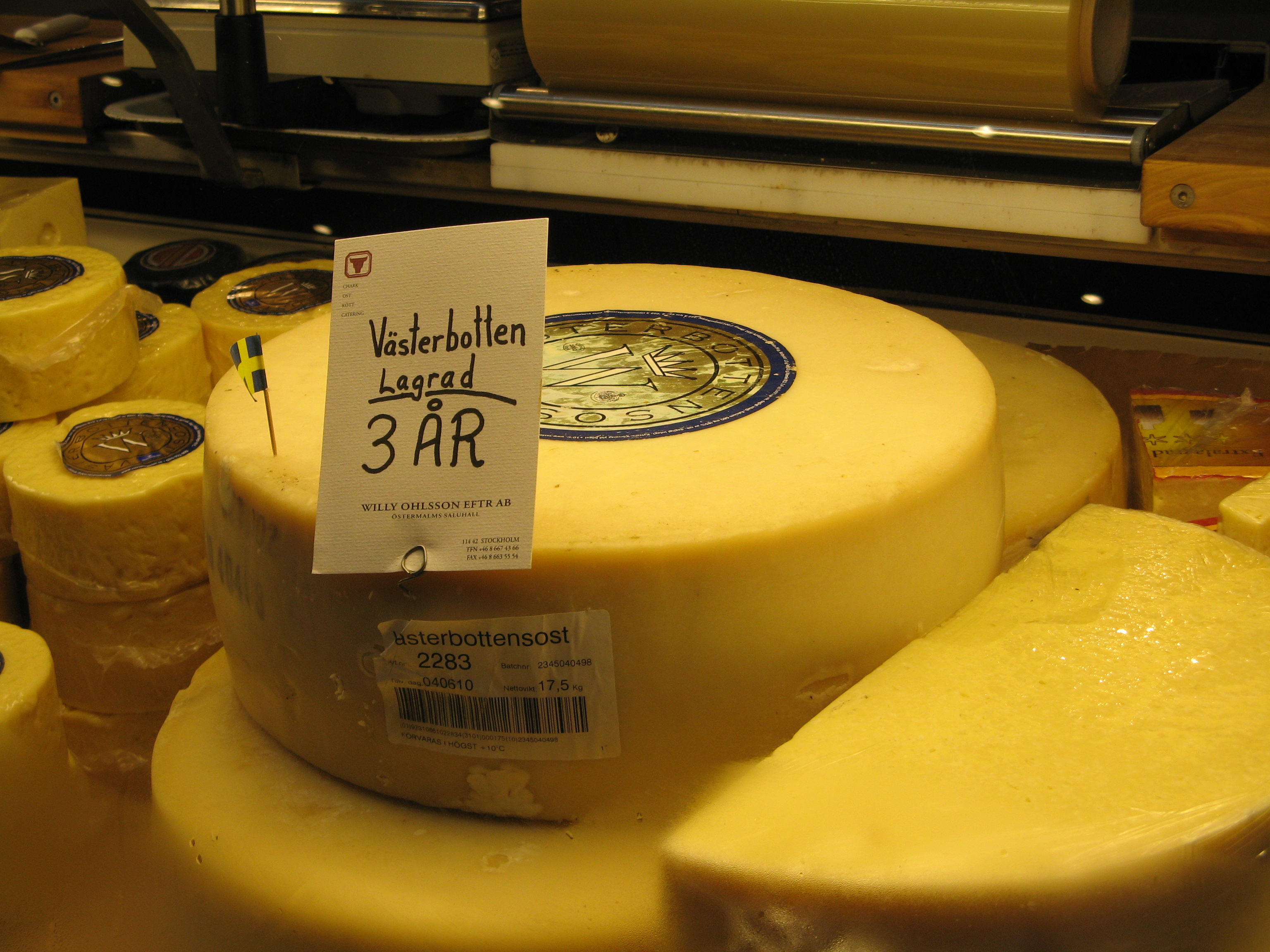

Västerbottensost est un fromage provenant de la région de Västerbotten en Suède.
C'est un fromage de lait de vache dur avec des petits trous et une texture ferme et granulaire. Comme dans le fromage cheddar, le caillé est chauffé, coupé et agité avant d'être moulé et vieilli. Fort en saveur, on décrit son goût comme à peu près semblable au parmesan, salé mais avec des notes plus amères. Il est de couleur jaune pâle et a une teneur en matières grasses de 31 %. Beaucoup de Suédois le considèrent comme le roi des fromages et sa vente a souvent dépassé la limite du stock. Pour cette raison, il est environ deux fois plus cher que les autres types de fromages vieillis. Le Västerbottensost doit être âgé d'au moins douze mois, mais la plupart du temps il est âgé d'au moins quatorze mois.
On prétend que ce fromage a été inventé au village de Burträsk (qui fait maintenant partie de la municipalité de Skellefteå), dans les années 1870 par une laitière nommée Eleonora Lindström. Selon la légende, alors qu'elle avait été laissée seule pour remuer le lait caillé d'un fromage traditionnel, elle aurait été interrompue par d'autres tâches ou par un rendez-vous avec son amant. Cela s'est traduit par des périodes alternatives de chauffage et d'agitation du lait caillé.
Il est produit uniquement par Norrmejerier, dans une fromagerie à Burträsk.

## Utilisation
En Suède, il est considéré comme un incontournable pour le festin d'écrevisses qui se déroule à la fin de l'été. Il donne du goût caractéristique à la très populaire tarte au fromage Västerbottensost.